# アホメド・アライタ・アリ

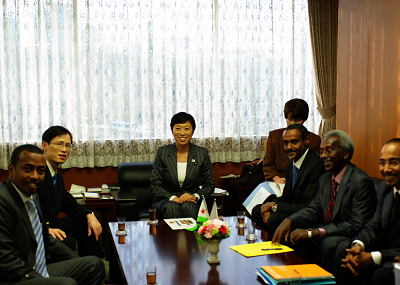
国土交通省にて、辻元清美国交副大臣（中央）やアリー・ハサン・バードン設備・運輸大臣（一番右）と共に。バードン設備・運輸大臣の左隣りにいる白髪の男性がアホメド・アライタ・アリ大使（2009年12月）

アホメド・アライタ・アリ（フランス語: Ahmed Araïta Ali、英語: Ahmed Araita Ali、1961年1月 - ）は、ジブチの教育者、大使。パリ・ナンテール大学歴史学士。2008年5月から2021年8月にかけて、駐日大使を務めていた。また、非常駐の在インドネシア、オーストラリア、シンガポール、タイ、大韓民国、ニュージーランド、フィリピン、ベトナム、マレーシア大使も兼任していた。

## 経歴
1983年、パリ・ナンテール大学で歴史学を修めた後、歴史・地理分野で教鞭を執る。1989年より、中学校長。
1996年より、国家教育局学課長。1997年より、国家教育省参事官兼国際連合開発計画（UNDP）技術顧問。
2000年より、開発社会基金プロジェクト局長。
2004年より、アフリカ開発のための新パートナーシップ（NEPAD）及びアフリカン・ピア・レビュー・メカニズム（APRM）担当特命全権大使。
2008年より、東京常駐の駐日大使。在インドネシア、オーストラリア、シンガポール、タイ、大韓民国、ニュージーランド、フィリピン、ベトナム、マレーシア大使も兼任。

## 駐日大使および非常駐大使として
2008年5月20日、皇居で天皇（当時。令和時代の上皇）に信任状を捧呈し、駐日大使として正式に就任。
2008年12月16日、在大韓民国大使として訪問したソウルで李明博大統領に信任状を捧呈。
2009年1月15日、在フィリピン大使として訪問したマニラのマラカニアン宮殿でグロリア・アロヨ大統領に信任状を捧呈。
2009年1月29日、在シンガポール大使として訪問したシンガポールでS・R・ナザン大統領に信任状を捧呈。
2009年4月23日、在オーストラリア大使として訪問したキャンベラでクエンティン・ブライス総督に信任状を捧呈。
2009年6月19日、在インドネシア大使として訪問したジャカルタでスシロ・バンバン・ユドヨノ大統領に信任状を捧呈。
2009年9月10日、在マレーシア大使として訪問したクアラルンプールでミザン・ザイナル・アビディン国王に信任状を捧呈。
2009年12月12日から19日にかけて、訪日中のアリー・ハサン・バードン設備・運輸大臣が武正公一外務副大臣、辻元清美国交副大臣、榛葉賀津也防衛副大臣、鈴木久泰海上保安庁長官らの政府要人と会談したが、このときアホメド・アライタ・アリ大使も12月15日の辻元副大臣表敬などに同行している。
2010年1月7日、在タイ大使として訪問したバンコクでワチラーロンコーン王太子（当時。後のラーマ10世国王）に信任状を捧呈。
2014年3月6日、在ベトナム大使として訪問したハノイでチュオン・タン・サン国家主席に信任状を捧呈。
2018年4月11日、在ニュージーランド大使として訪問したウェリントンでパツィー・レディ総督に信任状を捧呈。
2019年10月22日、皇居正殿松の間で今上天皇の即位礼正殿の儀が執り行われ、アブドゥルカデル・カミル・モハメッド首相と共に参列した。